# Pasawahan (Cicurug)
Pasawahan is een bestuurslaag in het regentschap Sukabumi van de provincie West-Java, Indonesië. Pasawahan telt 9479 inwoners (volkstelling 2010).